# Jean-Baptiste Henri Lacordaire
Jean-Baptiste Henri (in religione Henri-Dominique) Lacordaire (Recey-sur-Ource, 12 maggio 1802 – Sorèze, 21 novembre 1861) è stato un religioso, giornalista e politico francese.
Fu uno fra i maggiori esponenti del cattolicesimo liberale ottocentesco, restaurò l'ordine domenicano in Francia dopo la soppressione avvenuta nel 1790.

## Biografia

### Gioventù e formazione
Figlio di un dottore della marina francese, Henri Lacordaire crebbe a Digione con la madre, Anne Dugied, figlia di un avvocato del parlamento della Borgogna, rimasta precocemente vedova. Ebbe tre fratelli, dei quali uno fu l'entomologo Théodore Lacordaire. Educato nella fede cattolica, se ne allontanò durante gli studi liceali a Digione. In seguito studiò Giurisprudenza, preparandosi alla carriera di avvocato, e si distinse come oratore brillante in seno alla Société d'études di Digione, un circolo politico e letterario che riuniva la gioventù monarchica della città, dove scoprì le teorie ultramontane di Bonald, de Maistre e Félicité de Lamennais. Sotto la loro influenza, Lacordaire abbandonò le idee degli enciclopedisti e di Jean-Jacques Rousseau, conservando comunque un amore profondo e sincero per la libertà e gli ideali rivoluzionari del 1789.
Nel 1822, partì per Parigi al fine di effettuare il suo tirocinio d'avvocato. Grazie all'appoggio del presidente Riambourg, amico della sua famiglia, riuscì ad entrare nell'ufficio del procuratore generale Mourre. Benché secondo la legge fosse troppo giovane per patrocinare una causa, difese con successo diversi imputati in Corte d'assise, suscitando l'interesse del grande avvocato liberale Pierre-Antoine Berryer. Tuttavia, malgrado la prospettiva di una carriera brillante, a Parigi si annoiava e si sentiva isolato, non essendo granché attratto dalle distrazioni mondane offerte dalla capitale. In seguito a un lungo periodo di dubbi e interrogativi, nella primavera del 1824 si convertì e decise di diventare sacerdote.
Grazie al sostegno di monsignor de Quélen, arcivescovo di Parigi, che gli concesse una borsa di studio e malgrado le forti contrarietà di sua madre e dei suoi amici, il 12 maggio 1824 entrò nel seminario Saint-Sulpice, a Issy-les-Moulineaux, poi, dal 1826 fu a Parigi, dove la qualità non elevata dell'insegnamento, non si confaceva ai suoi studi precedenti, al suo carattere e alla sua formazione liberale. Scriverà in seguito: «Coloro che mi hanno seguito in seminario, hanno avuto molte volte la tentazione di prendermi per matto.» La sua esperienza di seminarista ispirò Sainte-Beuve, per il suo romanzo Volupté. A Saint-Sulpice strinse amicizia con il Duca di Rohan-Chabot futuro cardinale-arcivescovo di Besançon, che gli consigliò di entrare nella Compagnia di Gesù. Infine, grazie alla sua insistenza, e dopo lunghe esitazioni dei suoi superiori, fu ordinato prete il 22 settembre 1827 da monsignor de Quélen. Il quale, dopo aver pensato di nominarlo parroco della chiesa della Madeleine o della chiesa di Saint-Sulpice, gli affidò il modesto incarico di cappellano di un convento di Visitandine, e, l'anno seguente, quello di secondo cappellano al Liceo Enrico IV. Quest'esperienza gli confermò l'ineluttabile scristianizzazione della gioventù francese affidata all'insegnamento pubblico.

### Lamennais, Montalembert,l'Avenire il cattolicesimo liberale

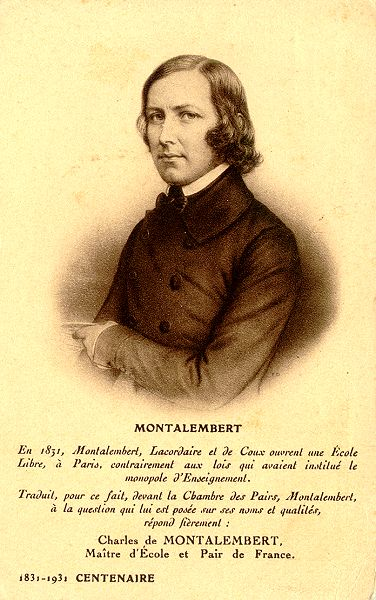
Charles de Montalembert

Nel maggio 1830 fu invitato da Félicité de Lamennais, all'epoca uno dei leader intellettuali della gioventù cattolica francese, nella sua tenuta bretone della Chênaie. A lungo critico verso l'intransigenza di Lamennais, Henri Lacordaire fu sedotto dal suo entusiasmo e dalle sue idee ultramontane e liberali. All'epoca, egli aveva in mente di partire per gli Stati Uniti, come missionario, ma gli avvenimenti del 1830 lo trattennero in Francia. Con Lamennais, l'abate Olimpe-Philippe Gerbet e Charles de Montalembert, che divenne uno dei suoi più cari amici, scelse di unirsi alla rivoluzione di luglio, esigendo l'applicazione integrale della costituzione del 1830, di sostenere le rivoluzioni in Polonia, Belgio e Italia e il 16 ottobre 1830 fondarono il giornale L'Avenir, il cui motto era «Dio e la libertà!». In un contesto rivoluzionario a maggioranza anticlericale, il giornale sposava coraggiosamente ultramontanismo, difesa della sovranità assoluta del papa in materia religiosa, liberalismo, democrazia e cattolicesimo.
Il 7 dicembre 1830 i redattori de l'Avenir riassumevano così le loro rivendicazioni:
Inoltre, noi chiediamo la libertà di insegnamento, perché essa è un diritto naturale ed è, per così dire, la prima libertà della famiglia; poiché senza di essa non esiste né libertà religiosa, né libertà d'opinione…»
Tra le altre rivendicazioni figuravano la libertà di stampa, la libertà di associazione e l'allargamento del suffragio elettorale.
Lacordaire si distinse in particolare per alcuni articoli riguardanti la libertà di stampa e di espressione e la libertà d'insegnamento, contro il monopolio statale dell'Università si oppose al Ministro della Pubblica Istruzione e dei culti, Camille de Montalivet. Ma soprattutto s'impegnò nel sostegno alla battaglia per la divisione tra Chiesa e Stato. Così, chiese ai preti francesi di rifiutare il salario loro versatogli dal governo, ed esaltò la povertà del clero. Il 15 novembre 1830 scriveva: « Siamo pagati dai nostri nemici, da coloro che ci ritengono degli ipocriti o degli imbecilli, e che sono persuasi che le nostre vite dipendano dal loro denaro [...]. La libertà non si concede, si prende.» Queste rivendicazioni, i numerosi attacchi contro i vescovi nominati dal nuovo governo, definiti «ambiziosi e servili», la virulenza degli articoli, in particolare quelli di Lamennais e Lacordaire, scandalizzarono l'episcopato francese, in larga parte gallicano e conservatore. I vescovi francesi, quindi, intentarono un processo ai redattori de l'Avenir. Nel gennaio 1831 Lamennais e Lacordaire dovettero difendersi davanti alla giustizia, ottenendo un proscioglimento trionfale.
Al fine di difendere la libertà d'insegnamento, al di fuori del controllo dell'Università, conformemente alla loro interpretazione della Costituzione del 1830, i redattori de l'Avenir fondarono nel dicembre 1830 l'Agenzia generale per la difesa della libertà religiosa e, il 9 maggio 1831 Lacordaire, Montalembert e de Coux fondarono una scuola libera in rue des Beaux-Arts, che fu chiusa dalla polizia due giorni dopo. Dopo il processo intentato dalla Camera dei Pari di Francia contro Montalembert, che si concluse con la condanna dell'iniziativa e la chiusura definitiva della scuola, l'Avenir sospese le pubblicazioni per iniziativa dei suoi fondatori il 15 novembre 1831. Il 30 dicembre, Lacordaire, Lamennais e Montalembert, i «pellegrini della libertà», si recarono a Roma, allo scopo di rivolgersi al papa Gregorio XVI, al quale presentarono una Memoria redatta da Lacordaire. Inizialmente fiduciosi, furono presto delusi a causa della fredda accoglienza loro riservata. Il 15 agosto 1832 il papa, senza nominarli, condannò le loro idee nell'enciclica Mirari Vos, in particolare le richieste sulla libertà di coscienza e di stampa. Prima di questa condanna, Lacordaire si era separato dai suoi amici ed era tornato a Parigi dove aveva ripreso il suo incarico di cappellano delle visitandine.
L'11 settembre pubblicò una lettera di sottomissione al papa. Egli usò tutta la sua forza di persuasione per convincere Montalembert, inizialmente restio, a seguirlo nella sottomissione. Nel 1834 disconobbe Lamennais, condannato dall'enciclica Singulari nos, dopo la pubblicazione di Parole di un credente, con le sue Considerazioni sul sistema filosofico di M. de La Mennais, opera nella quale Lacordaire evocava la sua delusione per le conseguenze della rivoluzione del 1830 e proclamava la sua fedeltà alla Chiesa di Roma. Egli condannava l'orgoglio di Lamennais e lo tacciava di protestantesimo, accusandolo di aver voluto porre l'autorità del genere umano al di sopra di quello della Chiesa.
Nel gennaio 1833 incontrò per la prima volta Madame Swetchine, letterata russa convertita al cattolicesimo, che aveva un salotto celebre a Parigi, frequentato da Montalembert, il conte di Falloux e Félix Dupanloup. Egli sviluppò con Madame Swetchine una relazione al contempo filiale e amicale, attraverso un'imponente corrispondenza.

### Un predicatore brillante

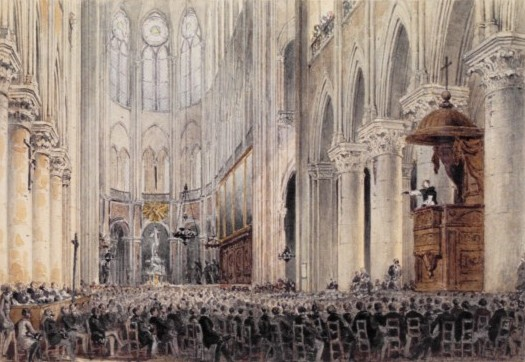
Conferenza di Lacordaire a Notre-Dame, intorno al 1845, disegno anonimo, Biblioteca nazionale di Francia

Nel gennaio 1834, su proposta del giovane Frédéric Ozanam, il fondatore della Società di San Vincenzo de' Paoli, che lo conosceva da poco tempo, padre Lacordaire tenne una serie di conferenze al Collège Stanislas, che incontrarono un grandissimo successo, non solo tra gli studenti. Ma l'onnipresenza del tema della libertà nei suoi discorsi, cosa che era sospettata di pervertire la gioventù, provocò forti critiche e le conferenze furono dunque sospese.
Ciononostante, monsignor de Quélen, arcivescovo di Parigi, affermò il suo sostegno a Lacordaire, e gli domandò di predicare durante la Quaresima del 1835 nella Cattedrale di Notre-Dame di Parigi, nell'ambito delle Conferenze di Notre-Dame, specialmente destinate all'iniziazione dei giovani al cristianesimo, anch'esse fondate su richiesta di Ozanam. La prima conferenza di Lacordaire ebbe luogo l'8 marzo 1835. A causa del successo ottenuto dalla sua predicazione, proseguì l'esperienza l'anno seguente. Di fatto, le Conferenze di Notre-Dame, dove si univano religione, filosofia e poesia, rappresentarono un rinnovamento originale della tradizionale eloquenza sacra.
Ma nel 1836, a motivo sia del considerevole successo che degli attacchi violenti di cui era stato fatto oggetto, in particolare su alcune sue debolezze teologiche, e dopo la morte di sua madre, Lacordaire, conscio di dover acquisire una preparazione più solida, oltre che dei sostegni più saldi, si ritirò a Roma, dove studiò presso i gesuiti. Qui pubblicò la sua Lettera sulla Santa Sede, dove riaffermava con forza le sue posizioni ultramontane, insistendo sul primato del papa, pontefice romano, «depositario unico e permanente, [...] organo supremo della parola evangelica e fonte inviolabile della comunione universale » e sui vescovi. Questo testo guastò i suoi rapporti con monsignor de Quélen, gallicano convinto.

### La ricostruzione dell'Ordine dei Frati Predicatori in Francia
Nel 1837, confortato dall'esempio di dom Guéranger che aveva ricostruito l'ordine benedettino, Lacordaire superò le sue iniziali reticenze, cioè la paura di perdere la sua libertà seguendo la regola di un ordine religioso, e decise di entrare tra i domenicani, decidendo di ristabilire quest'ordine religioso in Francia. Infatti, l'Ordine dei Predicatori, fondato nel 1215 da Domenico di Guzmán, era stato soppresso in Francia nel 1790. Henri Lacordaire scelse di aderire a questo ordine medievale in ragione della vocazione dei domenicani che è quella d'insegnare e predicare, al fine di rinnovare e ricristianizzare la società del suo tempo. Anche la duttilità delle costituzioni dell'Ordine, la sua organizzazione interna democratica ed elettiva, la sua «incredibile flessibilità», l'avevano sedotto. Infine, l'appartenenza a quest'ordine gli offriva una grande libertà rispetto alle polemiche e alle prese di posizione politiche dell'episcopato francese.
In quest'impresa, Lacordaire fu sostenuto dal papa Gregorio XVI e dal maestro generale dei domenicani, padre Ancarani che gli offrì di usare il convento romano di Santa Sabina, dove ebbe sede il primo noviziato dei domenicani francesi. Nel settembre 1838, Lacordaire tornò in Francia, con lo scopo di trovare dei candidati al noviziato, e dei sostegni alla sua impresa. Fece pubblicare un annuncio sul giornale l'Univers, e nella sua Memoria per il ristabilimento in Francia dei Frati Predicatori (1839), largamente diffusa, si appellò con eloquenza e in maniera estremamente moderna all'opinione pubblica, al popolo francese, e al suo rispetto per i diritti dell'uomo, per sostenere la libertà religiosa e quella d'associazione.
La Memoria cominciava così:
nel mentre che voi perseguite con gioia e dolore alla formazione della società moderna, uno dei vostri nuovi figli, cristiano per fede e prete secondo la consacrazione tradizionale della Chiesa cattolica, viene da voi a reclamare la sua parte della libertà che avete conquistato, e che anche lui ha pagato [...] Mi rivolgo ad un'autorità che è la regina del mondo, la quale da tempo immemore, ha proscritto le leggi, ne ha stabilite delle altre, da lei dipendono le costituzioni, e le sue sentenze, un tempo sconosciute, vengono presto o tardi eseguite. È all'opinione pubblica che io domando protezione e la domando anche contro di essa, se ce ne fosse bisogno.»
Per dimostrare l'inutilità della legislazione antireligiosa messa in atto dei rivoluzionari francesi, Lacordaire sottolineava l'evoluzione della vita religiosa, mostrando come fosse ormai inconcepibile nel XIX secolo entrare in un ordine sotto costrizione, contrariamente a quanto avveniva prima della Rivoluzione francese.
D'altra parte, a suo avviso, i voti religiosi, non si opponevano ai principi fondamentali della Rivoluzione: innanzitutto, il voto d'obbedienza era la più alta espressione di libertà, poiché si trattava di obbedienza a superiori liberamente eletti, le cui decisioni erano strettamente limitate dagli statuti dell'Ordine, in modo da evitare qualsiasi abuso di potere. Quanto al voto di povertà, esso si avvicinava a suo parere agli ideali rivoluzionari di eguaglianza e fraternità.
Il 9 aprile 1839, Henri Lacordaire prese l'abito domenicano nella basilica di Santa Maria sopra Minerva a Roma, prendendo il nome di Domenico. L'anno dopo, il 12 aprile 1840, dopo un anno di noviziato a La Quercia presso Viterbo, durante il quale scrisse una Vita di San Domenico, emise i suoi voti alla Minerva, dove il suo ritratto fu dipinto da Théodore Chassériau, un'opera considerata come uno dei capolavori di quest'autore. A proposito di questo dipinto, Lacordaire scrisse a Madame Swetchine dicendo che: « M. Chassériau, giovane pittore di talento, mi ha domandato con insistenza di farmi un ritratto. Mi ha dipinto con l'abito da domenicano, sotto il chiostro di Santa Sabina; sono soddisfatto di questo quadro che mi dà un aspetto un po' austero. »
Nel 1841, ritornò in Francia, indossando l'abito domenicano, teoricamente illegale per le leggi rivoluzionarie e, il 14 febbraio 1841 predicò con successo a Notre-Dame. Mentre continuava le sue predicazioni a Parigi e in tutta la Francia, Lacordaire intraprese la fondazione di numerosi conventi: la prima casa dell'Ordine dopo la restaurazione fu costruita a Nancy nel 1843, seguita dal noviziato di Chalais nel 1844 e, nel 1849, una casa a Parigi, nell'antico convento dei carmelitani. In questo periodo, Lacordaire esercitò una grande influenza su Jean-Charles Prince e Joseph-Sabin Raymond, due religiosi canadesi che furono all'origine dell'arrivo dei domenicani in Canada.
Nel 1850 la provincia domenicana francese fu ufficialmente ristabilita, sotto la direzione di Padre Henri-Dominique Lacordaire, eletto superiore provinciale. Egli si scontrò ben presto con Padre
Alexandre Jandel, uno dei suoi primi compagni. In effetti, nel 1850, Alexandre Jandel fu nominato vicario generale dell'Ordine da papa Pio IX, ammirato dal rigore e dal dinamismo dei domenicani francesi. Jandel era a favore di un'interpretazione rigorosa delle costituzioni domenicane medievali e si opponeva alla visione più liberale di Lacordaire. Il conflitto esplose nel 1852, a proposito dell'orario del Mattutino e più in generale sulle comodità e le dispense da accordare ai frati.
Effettivamente, per Lacordaire che osservava una disciplina estremamente severa, la vita monastica doveva essere subordinata alla predicazione e all'insegnamento, e non doveva contrastare la libertà dei frati domenicani.
Nel 1855 il papa espresse pubblicamente il suo sostegno a Jandel nominandolo maestro generale dell'Ordine domenicano, mentre Lacordaire, ritiratosi dall'amministrazione della provincia di Francia, fu rieletto a quell'incarico nel 1858.

### Gli ultimi anni

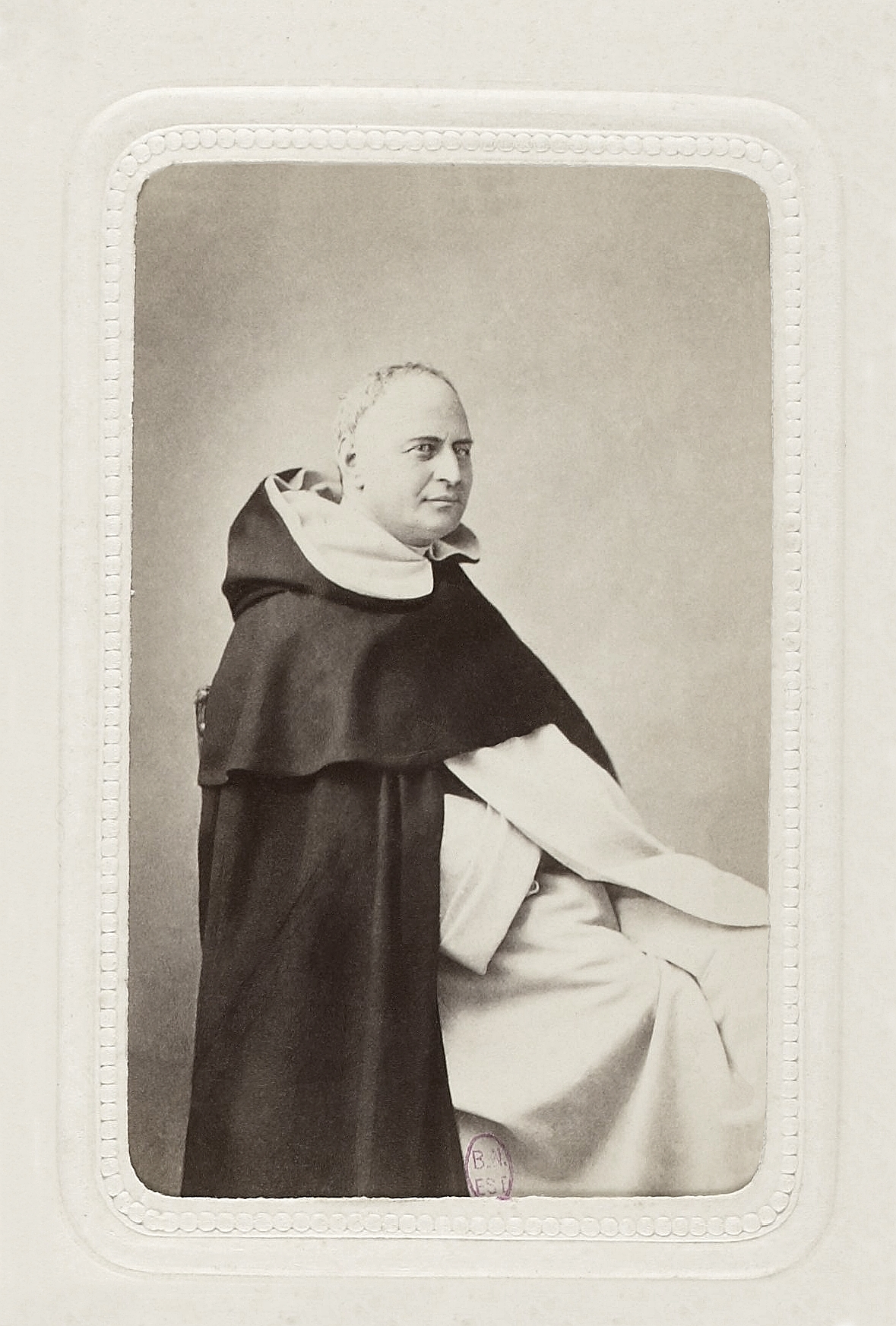
Lacordaire, ca.1855

La fine della vita di Padre Lacordaire fu oscurata da queste controversie e dalle delusioni causate dalla politica. Da tempo ostile alla monarchia di luglio, sostenne con entusiasmo la Rivoluzione del 1848, aderendo alla Seconda Repubblica francese, e lanciò con Federico Ozanam e l'abate Henri Maret un nuovo giornale, l'Ère nouvelle, i cui obiettivi erano quelli di «rassicurare i cattolici e aiutarli ad accettare il nuovo regime [...], di ottenere per la Chiesa le libertà che le venivano ostinatamente rifiutate da cinquant'anni e infine iniziare una migliore distribuzione degli elementi sociali, strappando a una classe troppo preponderante il dominio esclusivo degli interessi, delle idee e dei costumi. ». Questo programma mescolava il tradizionale cattolicesimo liberale con il cattolicesimo sociale propugnato da Ozanam.
Dopo una tumultuosa campagna elettorale, Lacordaire fu eletto all'Assemblea Costituente per il collegio di Marsiglia. Favorevole alla Repubblica, si posizionò all'estrema sinistra dell'Assemblea, ma si dimetterà molto presto - il 17 maggio 1848 - in seguito ai moti operai e all'invasione dell'Assemblea Nazionale da parte dei manifestanti. Così motivò il suo comportamento:
(Lettera di Henri Lacordaire a Henri Maret, 21 settembre 1848)
Deluso dal regime repubblicano, e in disaccordo con le idee sempre meno liberali de l'Ère Nouvelle, il 2 settembre lasciò la direzione del giornale, pur continuando a sostenerlo.
Lacordaire si mostrò piuttosto favorevole alla rivoluzione italiana del 1848 anche a costo dell'invasione dello Stato Pontificio, (« Non ci dobbiamo troppo preoccupare per la possibile caduta di Pio IX », ebbe a scrivere a Montalembert).
Si dimostrò poco entusiasta nei confronti della legge Falloux, votata il 15 marzo 1850, opera del suo amico Montalembert, che stabiliva la libertà d'insegnamento nella scuola secondaria, da lui ritenuta insufficiente, e che era stata invece sostenuta dal vescovo di Orléans, Félix Dupanloup.
Contrario all'elezione di Luigi Napoleone Bonaparte, Lacordaire condannò senza riserve il colpo di Stato del 2 dicembre 1851, che a lui apparve come un insopportabile attentato alla libertà, e a tutti i valori da lui difesi, in nome dell'ordine. Scelse allora di ritirarsi dalla vita pubblica, come spiegò nel 1861:
Egli si dedicherà fino alla morte all'educazione dei giovani, nel nuovo incarico offertogli dalla legge Falloux, accettando nel luglio 1852 di dirigere un collegio a Oullins, presso Lione, poi nel 1854 una scuola a Sorèze, nel dipartimento della Tarn.
Infine, il 2 febbraio 1860, fu eletto con 21 voti membro dell'Académie française, al seggio 18, in sostituzione di Alexis de Tocqueville, di cui pronunciò un elogio. Incoraggiato dagli oppositori al regime imperiale, avendo come padrini Montalembert e Berryer, fu accolto da François Guizot, accettò di non fare riferimento alla questione politica italiana. L'ingresso di Lacordaire all'Accademia fu un autentico evento politico e mondano. Malgrado le opinioni politiche del nuovo accademico erano presenti anche l'imperatrice Eugenia e la principessa Matilde. Lacordaire siederà appena una volta all'Accademia perché morì il 21 novembre 1861, a Sorèze, dove fu sepolto.

## Henri Lacordaire, «religioso penitente e liberale impenitente»

### Un oratore romantico
Nel XIX secolo Lacordaire fu apprezzato dai suoi contemporanei soprattutto per le sue qualità di predicatore. Nelle sue conferenze a Stanislas, Notre-Dame e Tolosa, così come negli elogi funebri di Daniel O'Connell o del generale Antoine Drouot, si dimostrò un profondo rinnovatore del genere ormai sclerotizzato dell'eloquenza sacra, nella linea del romanticismo cattolico di François-René de Chateaubriand e Lamennais.
Nelle conferenze lo scopo di Henri Lacordaire era innanzitutto quello di fare un'apologia del cristianesimo, « l'apparizione della verità nelle anime tormentate », e non un lezione astratta di teologia. A proposito delle conferenze di Notre-Dame, così si espresse: « Mi sembra che esse non riguardino la metafisica o la storia, ma s'interessano soltanto alla realtà vivente e a ricercarvi al suo interno le tracce di Dio. » Per dimostrare la credibilità della dottrina cattolica, Lacordaire faceva spesso ricorso a numerosi riferimenti estranei al dogma, tratti dalla storia, dalla psicologia, dalla poesia e dalla letteratura, rifacendosi così alla cultura del suo uditorio composto da giovani cattolici romantici.
Inoltre, egli pronunciava i suoi discorsi con un'espressività e un entusiasmo comunicativo (addirittura con esaltazione), insistendo sugli argomenti che appassionavano lui e il suo pubblico, come la libertà e il patriottismo, il dono di sé e il sacrificio. Leggendo oggi i suoi discorsi possono sembrare avere uno stile confuso, pieno di enfasi, e avere uno scarso contenuto teologico. Ciò perché, più che le sue qualità di oratore, sono le sue intuizioni sulla compatibilità tra cattolicesimo, libertà e democrazia, che rendono quest'uomo e il suo percorso politico e intellettuale degni di essere ricordati.

### Rivoluzione, cattolicesimo e liberalismo
Secondo il suo amico Henri Perreyve, « appassionato della giustizia, della libertà, del progresso dell'uomo, non disgiungendo mai questi grandi ideali dalla causa di Dio e della sua Chiesa », Henri Lacordaire non separò mai la sua profonda fede cattolica nella credenza nel progresso e nella libertà umana (per lui, « è il Vangelo che ha fondato la libertà nel mondo, che ha dichiarato gli uomini uguali davanti a Dio, che ha predicato gli ideali e le opere di fraternità. »). Questo amore per la libertà, derivatogli dalla sua fede, andava di pari passo con una grande simpatia per gli uomini del suo tempo: proclamando « la necessità di amare il suo secolo », si distinse da molti autori cattolici romantici che lo rifiutavano per esaltare con nostalgia un passato mitico.
Figlio della borghesia rivoluzionaria (suo padre era un medico militare e suo nonno un avvocato), ne condivideva numerosi ideali, in particolare la fede nella modernità e nel progresso, oltre a una visione globalmente positiva dell'atto rivoluzionario. Contrariamente ai notabili suoi contemporanei, Henri Lacordaire riteneva, a certe condizioni e sempre escludendo la violenza fisica, che dall'insurrezione popolare potesse scaturire un miglioramento della condizione umana. Rispetto a Charles de Montalembert, aristocratico liberale, il suo amico Lacordaire, senza essere per altro di convinzioni repubblicane, mostrava delle idee politiche assai avanzate, shoccanti per la grande borghesia cattolica che lo circondava.
Queste convinzioni spiegano in gran parte il suo atteggiamento controverso durante la rivoluzione del 1848. Ciò provocò l'incomprensione e il distacco temporaneo dai suoi amici più prossimi (Montalembert, Madame Swetchine), e l'imbarazzo di gran parte dei suoi biografi fino alla metà del XX secolo. Di fronte a questa generale riprovazione, affermò di «credere che l'avvento della società moderna è stato voluto da Dio» e giustificò le aspirazioni democratiche dei suoi contemporanei: «Che pericolo c'è se qualche cattolico propende un po' più vivamente per la democrazia? Chissà che essa non sia il futuro dell'Europa?».
Paradossalmente, la sua reputazione sulfurea gli spalancò le porte dell'Académie française. La sua candidatura fu infatti sostenuta dagli oppositori dell'impero, tanto i liberali (Montalembert, Pierre-Antoine Berryer, Prosper Brugière de Barante, François Guizot, Alfred de Falloux, Alphonse de Lamartine.) quanto i clericali, come Adolphe Thiers e Félix Dupanloup, che gli contestavano comunque le sue idee troppo "piemontesi".

### Opere di Henri Lacordaire

#### Epistolario
Per lo studio dell'epistolario di Lacordaire prima del 1840, è fondamentale:
- Correspondance: répertoire. Tome I, 1816-1839; a cura di Guy Bedouelle e Christoph-Alois Martin, éd. du Cerf, Paris; éd. universitaires, Fribourg, 2001.

I riferimenti seguenti consentono di aver accesso in parte all'epistolario successivo al 1840:
- Correspondance du R. P. Lacordaire et de Mme Swetchine, publiée par le Cte de Falloux, Didier, Paris, 1864.
- Lacordaire, Montalembert: Correspondance inédite: 1830-1861 ; testi riuniti, classificati e annotati da Louis Le Guillou; revisione del testo e delle note di André Duval; préf. di José Cabanis, éd. du Cerf, Paris, 1989.

#### Conferenze, scritti religiosi e polemici
La maggior parte degli scritti di Lacordaire sono presenti nelle sue opere complete, edite nel 1872, e consultabili sul sito di Gallica
- Sainte Marie-Madeleine, éd. du Cerf, Paris, 2005. Trad.it. Santa Maria Maddalena, Torino-Roma, 1921.
- Le Testament du P. Lacordaire publié par le comte de Montalembert, C. Douniol, Paris, 1870. Trad.it. Il testamento di Lacordaire, pubblicato da Montalembert, Napoli, 1969.
- Œuvres du R. P. Henri-Dominique Lacordaire, Poussielgue frères, Paris, 1872. - 9 vol. Trad.it. Opere complete di Henri-Dominique Lacordaire, Milano. Comprende: I Vie de saint Dominique. ; II. Conférences de Notre-Dame de Paris. T. I. Anni 1835, 1836, 1843 ; III. Conférences de Notre-Dame de Paris. T. II. Anni 1844, 1845 ; IV. Conférences de Notre-Dame de Paris. T. III. Anni 1846, 1848 ; V. Conférences de Notre-Dame de Paris. T. IV. Anni 1849, 1850 ; VI. Conférences de Notre-Dame de Paris et Conférences de Toulouse. T. V. Anni 1851, 1854 ; VII. Œuvres philosophiques et politiques ; VIII. Notices et panégyriques ; IX. Mélanges